# British & North American Royal Mail Steam Packet Company
«British & North American Royal Mail Steam Packet Company» — британсько-канадська компанія судновласників і операторів з пакет сервісу пакет-пароплавами, яка була заснована в 1840 році і діяла до 1879 року. Штаб-квартира компанії була в Ліверпулі, Шотландія.

## Передісторія

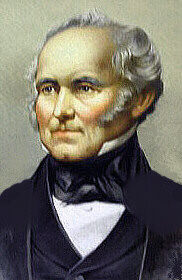
Сер Самуель Кунард.

Британський уряд розпочав свою діяльність з доставки щомісячниї пошти бригами від Фалмуту (Корнуол) до Нью-Йорку в 1756 році. Ці кораблі перевозили кілька неурядових пасажирів і не перевозили вантажі. У 1818 році, «Black Ball Line» відкрила регулярні, за графіком, рейси від Нью-Йорку до Ліверпулю пакет-вітрильниками. Таким чином «Black Ball Line» почала еру домінування американських пакетів в промислі з салоними пасажирами в Північній Атлантиці, яка тривала до введення пароплавів. Щоб стати більш конкурентоспроможними Комітет Парламенту Великої Британії у 1836 році ухвалив рішення, що поштові пакет-судна під керуванням Поштового Офісу треба замінити на приватні судноплавні компанії. Адміралтейство взяло на себе відповідальність за управління контрактами. Відомий дослідник Арктики, адмірал сер Вільям Едуард Паррі в квітня 1837 року був призначений контролером парових машин і пакет-сервісу. Нова Шотландія на чолі з молодим спікером Асамблеї Джозефом Хау (англ. Joseph Howe) лобіювала сервіс пароплавами до Галіфаксу. По приїзді в Лондон в травні 1838 року Хау обговорив дію підприємство з ново-шотландцем Самюелєм Кунардом, судновласником, який також відвідував Лондон заради бізнесу. Кунард і Хау були соратниками і Хау також заборгував Кунарду 300 £ (23568 £ на 2014 рік). Кунард повернувся в Галіфакс для залучення капіталу, а Хау продовжував лобіювати Британський Уряд. В часи Повстання 1837 року в Лондоні зрозуміли, що пропонований сервіс до Галіфаксу також був важливим для військових.
В цей листопад Вільям Паррі оголосив тендер на Північноатлантичний щомісячний поштовий сервіс до Галіфаксу з використанням пароплавів в 300 кінських сил кожний, сервіс повинен початися в квітні 1839 року. «Great Western Steamship Company», яка на початку цього року вже відкрила власний піонерський сервіс з Блистолю до Нью-Йорку, пропонувала ставку в 45000 £ за щомісячне обслуговування напрямку Бристоль-Галіфакс-Нью-Йорк за допомогою трьох кораблів, кожний в 450 кінських сил. Тоді як «British American», інша піонерська трансатлантична пароплавна компанія, не брала участь в тендері. «St. George Steam Packet Company», власник пароплава Sirius пропонувала ставку в 45000 £ за щомісячне обслуговування напрямку Корк-Галіфакс і 65000 £ (фунтів стерлінгів) за щомісячне обслуговування напрямку Корк-Галіфакс-Нью-Йорк. Адміралтейство відхилило обидві пропозиції, тому що жодна пропозиція не запропонували почати послуги досить рано.
Повернувшийся в Галіфакс Самюель Кунард на жаль не знав про тендер і дізнався про нього після встановленого граничного терміну. Він повертається в Лондон і починає переговори з адміралом Паррі, який був хорошим другом Кунарда ще з часів, коли Паррі був дислокований молодим офіцером в Галіфаксі 20 років тому. Кунард запропонував Паррі сервіс раз в два тижні починаючи з травня 1840 року. В той час Кунард не володів пароплавами, але він був інвестором в раннє ризиковане підприємство з пароплавом Royal William і мав в власності вугільні шахти в Новій Шотландії. Головним покровителем Кунарда був Роберт Нейпіа, який був постачальником паровиж двигунів для Королівського військово-морського флоту Великої Британії. Він також мав сильну підтримку від політичних лідерів з Нової Шотландії в той час, коли після повстання Лондону необхідно було відновити підтримку в Британській Північній Америці.

## Перше десятиліття «British and North American Royal Mail Steam Packet Company»

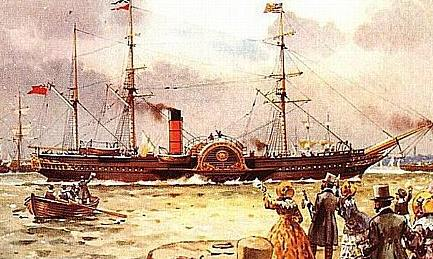
Britannia 1840 року (GRT=1150), - перший лайнер Кунарда, який збудували для трансатлантичного сервісу.

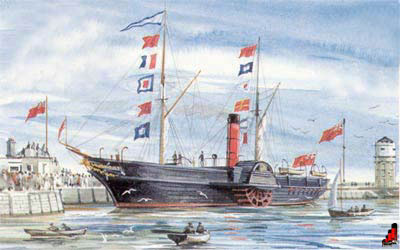
Columbia в 1843 році.

Не дивлячись на протести від «Great Western Steamship Company» в травні 1839 року, Паррі прийняв пропозицію Самюеля Кунарда в розмірі 55000 £ для сервісу трьома суднами напрямку Ліверпуль-Галіфакс з розширенням до Бостону і додаткового сервісу до Монреалю. Щорічна субсидія була пізніше піднята до 81000 £ з доданням четвертого пароплава і відходи з Ліверпуля повинні бути щомісяця протягом зими і раз на два тижні в інші пори року. Парламент розслідував скарги «Great Western», але залишив в силі рішення Адміралтейства. Роберт Нейпіа і Самюель Кунард залучають до участі інших інвесторів, включаючи підприємців Джеймса Дональдсона, сера Джорджа Бернс і Девіда Мак-Айвер. В травні 1840 року, якраз перед тим, коли був готовий перший пароплав, вони сформували «British and North American Royal Mail Steam Packet Company» з початковим капіталом в 270000 £, надалі збільшений до 300000 £ (дорівнюється 23634507 £ 2014 року), Кунард набавив 55000 £. Бернс керував суднобудуванням, Мак-Айвер відповідав за операції день-в-день, а Кунард був "першим серед рівних" в структурі управління. Коли у 1845 році помер Мак-Айвер, його молодший брат Карл приступив до виконання своїх обов'язків протягом наступних 35 років. (Більш детально про перших інвесторів в Cunard Line, а також на початок життя Чарльза Мак-Айвер дивись Ліверпульське Товариство Морських Досліджень Second Merseyside Maritime History, стор. 33-37 1991). 
В травні 1840 перший рейс компанії в Галіфакс зробив прибережний пароплав Unicorn, щоб почати додаткову послугу в Монреаль. 1840 году — 4 липня 1840 року перший (і на той момент єдиний) з чотирьох океанських пароплавів компанії класу Britannia пароплав Britannia вийшов в рейс за маршрутом Ліверпуль—Галіфакс—Бостон. Він прибув в Галіфакс через 12 днів 10 годин, середня швидкість 8.5 вузлів, перш ніж прослідувати до Бостона. В 1840-41 роках для квартету середній час переходу від Ліверпуля до Галіфаксу був 13 днів 6 годин, а від Галіфаксу додому 11 днів 4 години. Два великих пароплава були швидко замовлені, - один для заміни пароплава Columbia, який затонув в 1843 році біля острову Сіл (англ. Seal Island) (Нова Шотландія) без втрати життів. К 1845 року пароплавні лінії на чолі з Кунардом перевезли більше салонних пасажирів ніж пакет-вітрильники. Три роки по тому Британський Уряд збільшив щорічну субсидію до 156000 £, так що Кунард зміг подвоїти частоту рейсів. Чотири додаткових дерев'яних колісних пароплава були замовлені і альтернативні плавання стали відбуватися прямо на Нью-Йорк замість маршруту через Галіфакс і Бостон. Тепер стало менше лінії з пакет-вітрильників для переведення іммігрантів.
Репутація Самюеля Кунарда з точки зору безпеки була одним з істотних факторів в ранньому успіху фірми. Перші дві трансатлантичних ліній разом збанкрутіли після великих аварій. «British and North American Royal Mail Steam Packet Company» звалилася після того, як President в шторм пішов на дно, і «Great Western Steamship Company» після того, як Great Britain сіла на мілину через навігаційної помилки. Вимоги Кунарда до своїх капітанів були такі: "Ваш корабель завантажений, - беріть його. Швидкість нічого, слідуйте своїм шляхом, ведіть пароплав в безпеці, приведіть його в безпеці - безпека це все, що потрібно". Зокрема, постійні інспекції Чарльза Мак-Айвер відповідали дисципліні компанії з безпеки.

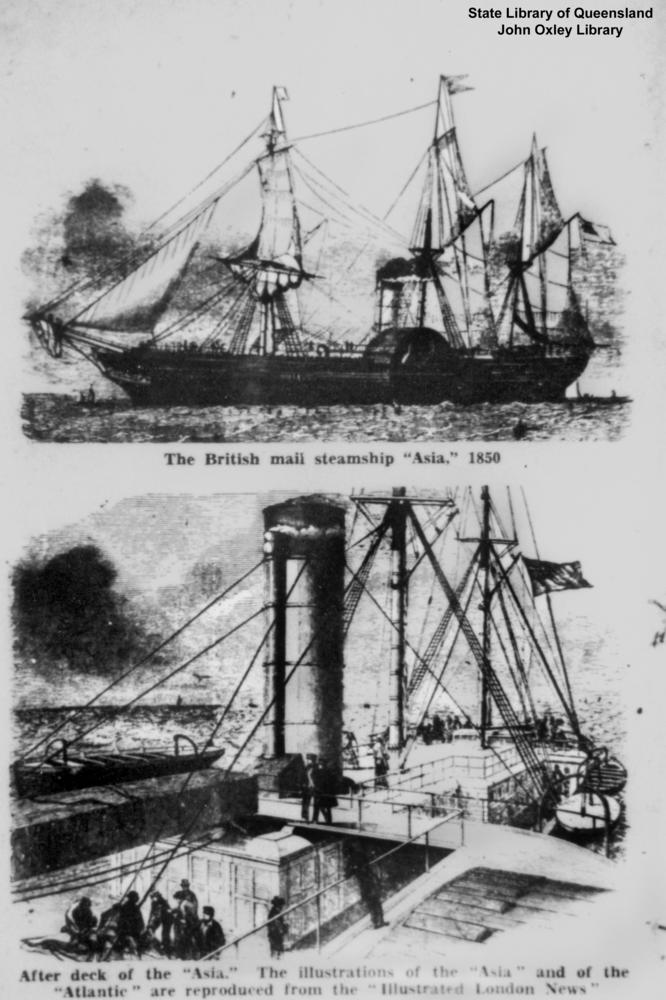
Малюнки пароплава Asia з Лондонської газети.

## Нова конкуренція 1850-1879 років
У 1850 році американська «Collins Line» і британська «Inman Line» почали новий атлантичний сервіс пароплавами. Американський Уряд виділяв «Collins» велику щорічну субсидію для експлуатації чотирьох дерев'яних колісних пароплавів, які перевершували найкращій Кунарда. «Inman» показали, що гвинтові пароплави з залізним корпусом і скромною швидкістю можуть бути прибутковими без субсидій. «Inman» також став першою пароплавною лінією, яка перевозила стіередж пасажирів. Обидва новачка постраждали від великих катастроф 1854 року. Наступного року «British & North American Royal Mail Steam Packet Company» чинила тиск на «Collins Line» вводом в експлуатацію свого першого колісного пароплава із залізний корпусом Persia, який виграв Блакитну Стрічку Атлантики завершивши рейс від Ліверпуля до Нью-Йорку за 9 днів 16 годин, в середньому швидкість становила 13,11 вузлів.
Під час Кримської війни «British & North American Royal Mail Steam Packet Company» поставляє 11 пароплавів для військової служби. Всі британські маршрути в Північній Атлантиці були призупинені до 1856 року, за винятком Кунардського сервісу Ліверпуль-Галіфакс-Бостон. Тоді як для «Collins Line» фортуна посміхнулася через відсутність конкуренції під час війни, але вона рухнула після втрати двох додаткових пароплавів в 1858 році. «British & North American Royal Mail Steam Packet Company» виявилися провідним перевізником салонних пасажирів і в 1862 році ввела в експлуатацію свій колісний пароплав Scotia, - останній колісний пароплав, який виграв Блакитну Стрічку Атлантики. «Inman» перевозить більше пасажирів через власний успіх в іммігрантському сервісі. Щоб успішно конкурувати, в травні 1863 року Кунард почав додатковий сервіс Ліверпуль-Нью-Йорк гвинтовими пароплавами з залізним корпусом, які були орієнтовані на стіередж пасажирів (пасажири того часу з найгіршими умовами на пароплаві). Починаючи з China, лінія також замінила на Нью-Йоркському поштовому сервісу три останніх дерев'яних колісних пароплава на залізні гвинтові пароплави, які перевозили тільки салонних пасажирів.

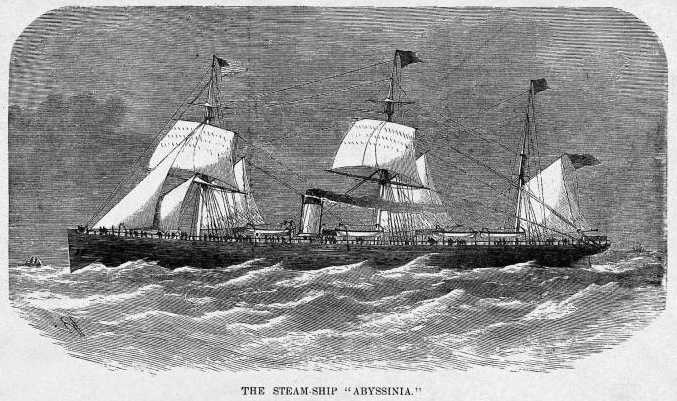
Пароход Abyssinia 1870 року.

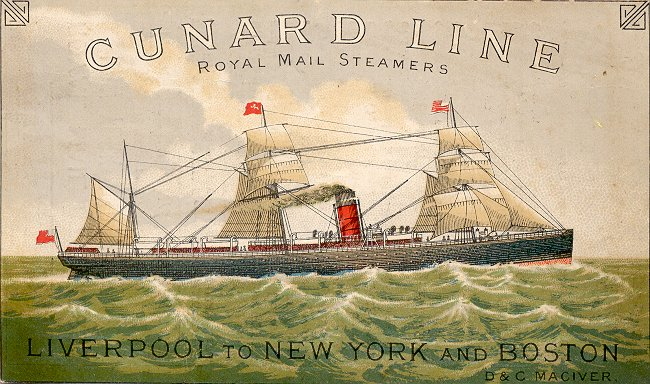
Пасажирський пароплав Bothnia був побудований для «Cunard Line» в 1874 році.

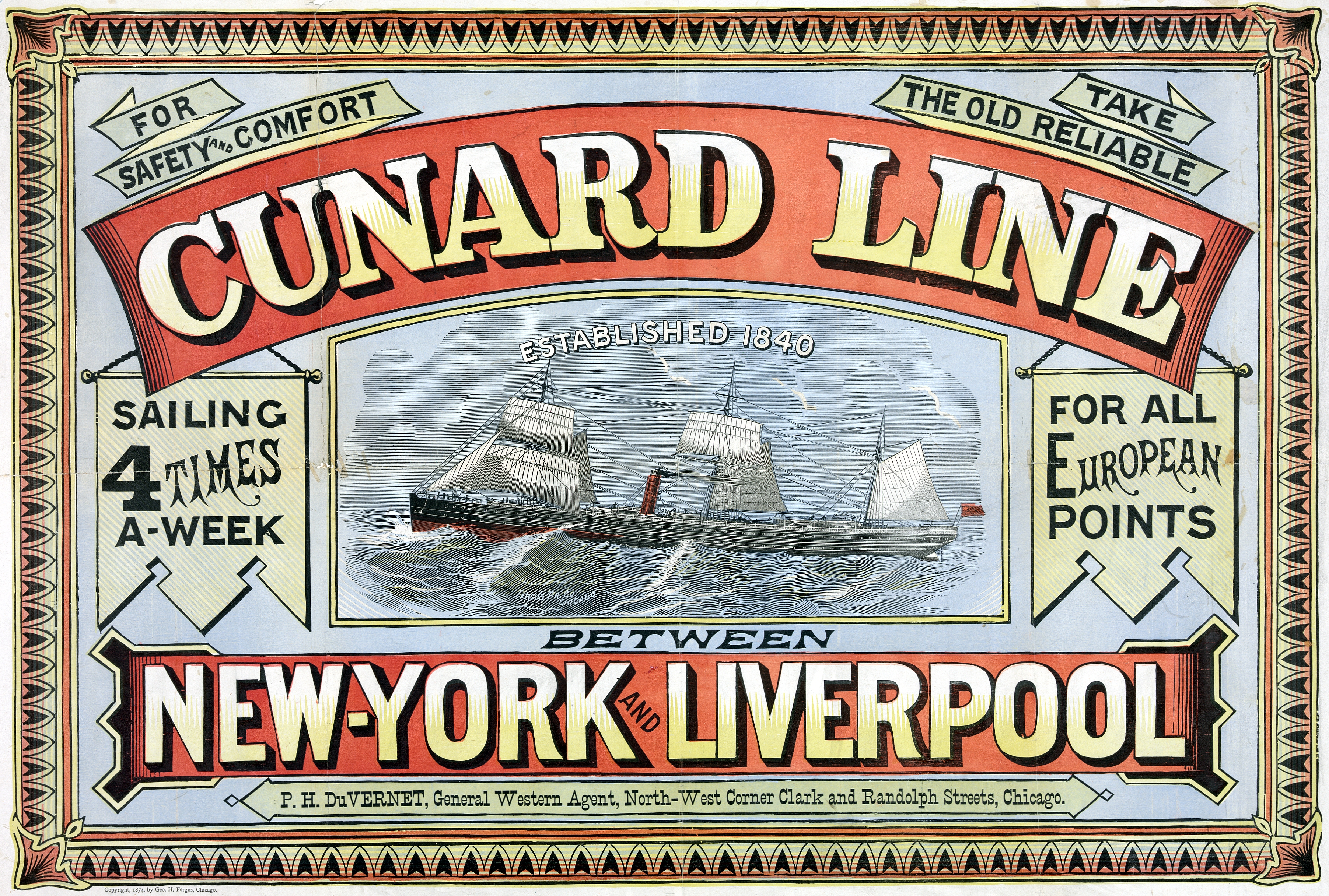
Надруковано в 1874 році. Опубліковано 22 січня 1875 року.

Коли в 1865 році помер Самюель Кунард, такий же консервативний Чарльз Мак-Айвер взяв на себе роль Кунарда. Компанія зберегла своє небажання до змін і конкуренти обігнали її, бо швидше адаптували нової технології. У 1866 році «Inman» почала будувати експрес-лайнери, які приводилися в рух гвинтом і відповідали прем'єр-одиниці Cunard-а, пароплаву Scotia. Cunard відповів своїм першим швидкісним гвинтово-приводимим пароплавом Russia, який послідував за двома великими випусками.
У 1867 відповідальність за поштові контракти була переведена назад до Поштового Офісу і було відкрито для торгів. Cunard, «Inman» і «German Norddeutscher Lloyd» - кожна за рішенням отримала один з трьох щотижневих Нью-Йорк поштових сервісів. Раз в два тижні маршрут до Галіфакс, який раніше належав Cunard, одержав «Inman». Cunard продовжував отримувати 80000 £ субсидій (5165840 £ станом на 2011 рік), в той час як «German Norddeutscher Lloyd» і «Inman» отримували плату за морські поштові витрати. Два роки по тому був повторний конкурс на сервіс і Cunard уклала контракт на сім років, два щотижневих поштових сервіс-рейса до Нью-Йорку, на 70000 фунтів стерлінгів на рік. «Inman» була нагороджена контрактом на третій щотижневий сервіс-рейс до Нью-Йорку на сім років 35,000 £ на рік.
У 1871 році обидві компанії, «Cunard» і «Inman», зіткнулися з новим суперником «White Star Line», коли вона ввела в експлуатацію Oceanic і його п'ять сестер. Нові рекордсмени «White Star» були особливо економічні через їх застосування складних двигунів. «White Star» також встановлює нові стандарти для комфорту, поміщаючи салону їдальні на миделі і подвоюючі розміри кают. «Inman» відновлений власний експрес-флот за новими стандартами, але Cunard відстав від обидвох конкурентів. Протягом 1870-х років рейси Cunard-а були довше за часом, ніж рейси «White Star» або «Inman».
Паніка 1873 року почала п'ятирічну депресію з судноплавства, що породило скруту з фінансами у всіх трансатлантичних конкурентів. У 1876 році поштові контракти закінчилися, і Поштовий Офіс закінчив видавання субсидій обом компаніям - Cunard і «Inman». Нові контракти оплачувались на основі ваги, в розмірі істотно вище, ніж оплачував Поштовий Офіс США. Щотижневі поштові відбуття до Нью-Йорку Cunard зводить до одного і «White Star» була нагороджена третім поштовим відбуттям. Щовівторка, четверга та суботи лайнер з однієї з трьох компаній відбував з Ліверпулю з поштою до Нью-Йорку.
Для залучення додаткового капіталу в 1879 році приватна «British & North American Royal Mail Steam Packet Company» була реорганізована в громадську акціонерну корпорацію «Cunard Steamship Company, Ltd.», яка діяла з 1879 до 1934 року.

## Логотипи«British & North American Royal Mail Steam Packet Company».
З самого початку пароплави «British and North American Royal Mail Steam Packet Company» використовували характерну для лінії червону (червоно-помаранчевого чи кіноварного кольору) трубу з двома або трьома вузькими чорними смугами (але вузькі смуги не були чорними, а були швами труби і були пофарбовані також в червоний колір і виглядали здалека як чорні смуги) і чорний топом. Схоже, що Роберт Нейпіа був відповідальним за цю ознаку. Його верфі в Глазго використовували цю комбінацію раніше, в 1830 році, на приватній паровій яхті Томаса Асшетон Сміта (англ. Thomas Assheton Smith) "Menai". Реконструкція її моделі в Музеї Транспорту в Глазго довела, що яхта мала кіноварного кольору трубу з чорними смугами і чорним топом.

## Пароплави «British & North American Royal Mail Steam Packet Company» і її власників.
Основні джерела:  і статті з англійської та німецької вікіпедій "Cunard Line".

### Період з 1840 до 1853.
В цей період всі пароплави компанії були колісними пароплавами і мали корпус з деревини.
| Спуск на воду / Здали / Роки в компанії | Ім'я Тоннаж Довжина/ Ширина/ Осадка | Верф                       | Тип судна Двигун                         | Статус / Доля |
| 1836 / 1840-1846                        | Unicorn GRT=650                     |                            | прибережний колісний пароплав з деревини | прибережний пароплав куплений для додаткового сервісу до Монреалю. Продали в 1846 році.                                                        |
| 1840 / 1840-1849                        | Britannia GRT=1156                  | «R. Duncan & Co», Глазго   | колісний пароплав з деревини             | перший пароплав побудований для Кунарда. Тримав рекорд в східному напрямку. Продали в 1849 році Північно-Німецькому військово-морському флоту. |
| 1840 / 1840-1849                        | Acadia GRT=1156                     | «J. Wood & Co», Глазго     | колісний пароплав з деревини             | перший пароплав Кунарда? Продали в 1849 році Північно-Германському військово-морському флоту.                                                  |
| 1840 / 1840-1850                        | Caledonia GRT=1156                  | «Smith & Rodgers», Глазго  | колісний пароплав з деревини             | Продали в 1850 році Іспанському військово-морському флоту.                                                                                     |
| 1841 / 1841-1843                        | Columbia GRT=1156                   | «R. Steele & Co», Грінок   | колісний пароплав з деревини             | Рекордсмен Блакитної Стрічки Атлантики. Кораблетрощення в 1843 році, без втрати життів.                                                        |
| 1843 / 1843-1850                        | Hibernia GRT=1422                   | «R. Steele & Co», Грінок   | колісний пароплав з деревини             | Продали в 1850 році Іспанському військово-морському флоту.                                                                                     |
| 1845 / 1845-1860                        | Cambria GRT=1422                    | «R. Steele & Co», Грінок   | колісний пароплав з деревини             | Продали в 1860 році в Італію. |
| 1848 / 1848-1866                        | America GRT=1834                    | «R. Steele & Co», Грінок   | колісний пароплав з деревини             | В 1866 році продали і перетворили на вітрильник.                                                                                               |
| 1848 / 1848-1867                        | Canada GRT=1834                     | «R. Steele & Co», Грінок   | колісний пароплав з деревини             | В 1867 році продали в Португалію і перетворили на вітрильник.                                                                                  |
| 1848 / 1848-1866                        | Niagara GRT=1834                    | «R. Steele & Co», Грінок   | колісний пароплав з деревини             | В 1866 році продали і перетворили на вітрильник.                                                                                               |
| 1848 / 1848-1867                        | Europa GRT=1834                     | «R. Steele & Co», Грінок   | колісний пароплав з деревини             | В 1867 році продали і перетворили на вітрильник.                                                                                               |
| 1850 / 1850-1867                        | Asia (I) GRT=2226                   | «R. Napier & Sons», Глазго | колісний пароплав з деревини             | Продали в 1867 році. |
| 1850 / 1850-1868                        | Africa GRT=2226                     | «R. Steele & Co», Грінок   | колісний пароплав з деревини             | Продали в 1868 році. |
| 1853 / 1853-1864                        | Arabia (I) GRT=2402                 | «R. Steele & Co», Грінок   | колісний пароплав з деревини             | Продали в 1864 році. |

### Період з 1854 до 1879.
В цей період всі пароплави компанії мали залізний корпус.
| Спуск на воду / Здали / Роки в компанії        | Ім'я Тоннаж Довжина/ Ширина/ Осадка                    | Верф                                                            | Тип судна Двигун | Статус / Доля |
| 1854 / 1854-1860                               | Jura (I) GRT=2200                                      | «J. & G. Thomson» в Гоуван, Глазго                              | пасажир; паровий, одно-гвинтовий двигун Швидкість 11 вузлів                                                          | Продали Allan Line в 1860 році, сів на милину біля Ліверпулю в 1864 році. |
| 1854 / 1854-????                               | Lebanon BRT=444 207.2/ 25.3/ feet                      | «J. & G. Thomson» в Гоуван, Глазго                              | пароплав | |
| 1856 / 1856-1868                               | Persia GRT=3300                                        | «R. Napier & Sons», Глазго                                      | колісний пароплав | В 1868 році продали і перетворили на вітрильник. |
| 10.06.1857 / 1857 / 1859-1876                  | Calabria (I) (ex. Australasian) GRT=2902 331/ 42/ feet | «J. & G. Thomson» в Гоуван, Глазго                              | пасажирський пароплав                                                                                                | Заложили в 1856 році. З 1856/1857 року власники «European and Australian Line» («E&A») і пароплав назвали Australasian. У 1859 в «Cunard Line», переіменовали в Calabria (I). Продали в 1876 році. |
| 08.03.1860 / 1860 / 1860-1878                  | Atlas GRT=1794 276-8/ 36-2/ 26 feet                    | «J. & G. Thomson» в Гоуван, Глазго                              | пасажирський лайнер                                                                                                  | Початкові власники John Burns, J. C. Burns and Charles McIver (mgr, C. McIver), Ліверпуль. Вийшов в перший рейс 1 травня 1860 року. З 1860 до 1884 в трансатлантичному сервісі. У 1873 році перебудували і подовжили в Белфасті — GRT=2393, довжина 339 футів. З 1878 року в «Cunard Steamship Co.». З 1884 року в Середземноморському сервісі. У 1898 році здали на скрап. |
| 30.05.1860 / 1860 / 1860-????                  | Squirrel BRT=139,84 101,5/ 21,5/ feet                  | «J. & G. Thomson» в Гоуван, Глазго                              | ліхтер | Початкові власники «British & North American Royal Mail Steam Packet Company» |
| 10.01.1860 / 1860 / 1860-1891                  | Olympus BRT=1794 276/ 36/ feet                         | «J. & G. Thomson» в Гоуван, Глазго                              | пасажирсько-вантажний пароплав; паровий, коливальний двигун, 270 HP                                                  | Подовжений в 1872 році. У 1891 році сдали на скрап. |
| 1862 / 1862-1878                               | Scotia (I) GRT=3871                                    | «R. Napier & Sons», Глазго                                      | колісний пароплав | В 1878 році продали і перетворили в корабель для прокладення кабелю. |
| 1862 / 1862-1880                               | China GRT=2638                                         | «R. Napier & Sons», Глазго                                      | колісний пароплав | В 1880 році продали в Іспанію і переіменовали в Magellanes. |
| 15.08.1863 / 1863 / 1863-1875                  | Tripoli BRT=2057 292,5/ 38,2/ feet                     | «J. & G. Thomson» в Гоуван, Глазго                              | пасажирсько-вантажний пароплав — трансатлантичний лайнер; паровий, одно-гвинтовий двигун, 280 HP Швидкість 11 вузлів | Спочатку призначався для середземноморського сервісу, а з 9 серпня 1865 року, почав свій перший трансатлантичний рейс Ліверпуль-Галіфакс-Нью-Йорк. Кораблетрощення 17 травня 1872 року на скелі Таскар {англ. Tuskar Rock), Протока Св. Геогія (англ. St George's Channel), — без втрати життів.                                                                            |
| 22.01.1863 / 1863 / 1863-1868                  | Corsica BRT=1134; NRT=681 223,3/ 32,2/ feet            | «J. & G. Thomson» в Гоуван, Глазго                              | залізний гвинтовий пасажирсько-вантажний пароплав                                                                    | З 1868 року в «Royal Mail Steam Packet Co.», Лондон. |
| 01.11.1864 / 1864 / 1864-1909                  | Aleppo BRT=2057 292,5/ 38/ feet                        | «J. & G. Thomson» в Гоуван, Глазго                              | пасажирсько-вантажний пароплав                                                                                       | Власники з 1864 року («Burns & McIver») «British & North American Royal Mail Steam Packet Company», Ліверпуль. У 1909 році здали на скрап. |
| 12.01.1865 / 1865                              | Tarifa BRT=2057; NRT=1548 292.5/ 38/ 26,25 feet        | «J. & G. Thomson» в Гоуван, Глазго                              | залізний пароплав | 03 березня 1865 року зареєстрували в Глазго, власники «Burns & McIver», Ліверпуль. З 1874 року в «British & North American Royal Mail Steam Packet Company», Ліверпуль, з 9 липня 1878 року в «Cunard Steamship Co Ltd.». Пасажирсько-вантажний лайнер в сервісі Ліверпуль-Нью-Йорк / Ліверпуль-Бостон.                                                                     |
| 24.06.1865 / жовтень 1865 / 1865-1878          | Java BRT=2696 337/ 42/ feet                            | «J. & G. Thomson» в Гоуван, Глазго                              | пасажирсько-вантажний пароплав                                                                                       | У 1878 році продали «Red Star Line» і переіменовали в Zeeland |
| 20.03.1867 / 1867 / 1867-1880                  | Russia BRT=2960                                        | «Cunard Line»                                                   | пасажир | У 1880 році продали «Red Star Line» і перейменовали в Waesland. |
| 02.07.1866 / 1866 / 1866-1880                  | Siberia BRT=2605 320/ 39/ feet                         | «J. & G. Thomson» в Гоуван, Глазго                              | пасажирсько-вантажний пароплав                                                                                       | У 1880 році продали Іспанії і перейменовали в Manila. |
| 04.07.1867 / вересень 1868 / 1874 чи 1878—1902 | Samaria (I) BRT=2574; NRT=1694 320.6/ 39.5/ 26.6 feet  | «John Burns, J. C. Burns & Charles McIver, Glasgow & Liverpool» | залізний пароплав, трансатлантичний лайнер                                                                           | З 1874 року «John Burns, J. C. Burns, Charles McIver and Samuel Cunard». З 1878 року в «Cunard Steamship Company». У 1902 році списали і продали на скрап в Італію. |
| 03.03.1870 / травень 1870 / 1870-1880          | Abyssinia BRT=3376                                     | «J. & G. Thomson» в Гоуван, Глазго                              | пасажир | У 1880 році продали в «Guion Line». |
| 12.07.1870 / вересень 1870 / 1870-1882         | Algeria BRT=3428                                       | «J. & G. Thomson» в Гоуван, Глазго                              | пасажир | У 1882 році продали «Red Star Line» і переіменовали в Pennland (I). |
| 1870 / 1870-1884                               | Parthia GRT=3167                                       | «W. Denny & Bros.», Дамбартон                                   | пароплав | У 1884 році |
| 1870 / 1860-1884                               | Batavia GRT=2553                                       | «W. Denny & Bros.», Дамбартон                                   | пароплав | У 1884 році |
| 1872 / 1872-????                               | Demerara BRT=                                          | «J. & G. Thomson» в Гоуван, Глазго                              | пасажирсько-вантажний пароплав;                                                                                      | |
| 04.03.1874 / 08.08.1874 / 1874-1898            | Bothnia (I) BRT=4557                                   | «J. & G. Thomson» в Клайдбанк, Глазго                           | пасажир | У 1898 році списали і продали на скрап. |
| 09.04.1872 / 1872 / 1872-1898                  | Trinidad BRT=1899 307-5/ 34-1/ feet                    | «J. & G. Thomson» в Гоуван, Глазго                              | пасажирсько-вантажний пароплав                                                                                       | З 1872 в «British & North American Royal Mail Steam Packet Company». З 15 серпня 1878 року в Cunard. В 1898 році пішов на дно. |
| 28.10.1874 / 01.05.1875 / 1875-1898            | Scythia (I) BRT=4557                                   | «J. & G. Thomson» в Клайдбанк, Глазго                           | пасажир | У 1898 році списали і продали на скрап. |

## Дивись також
- Cunard Line
- Inman Line
- White Star Line